# CCL4
CCL4, hemokin (C-C motiv) ligand 4, je protein koji je kod ljudi kodiran CCL4 genom.

## Funkcija
je  chemokin koji je specifičan za CCR5 receptore. On je hemoatraktant za  ćelije, monocite i niz drugih imunskih ćelija.
CCL4 je značajan HIV-supresujući faktor koji proizvode CD8+ T ćelije. Perforin memorijske CD8+ T ćelije normalno sintetišu MIP-1-beta.

## Interakcije
Za CCL4 je bilo pokazano da interaguje sa CCL3.

## Literatura
- Menten P, Wuyts A, Van Damme J (2002). „Macrophage inflammatory protein-1.”. Cytokine Growth Factor Rev. 13 (6): 455—81. PMID 12401480. doi:10.1016/S1359-6101(02)00045-X.
- Muthumani K; Desai BM; Hwang DS (2004). „HIV-1 Vpr and anti-inflammatory activity.”. DNA Cell Biol. 23 (4): 239—47. PMID 15142381. doi:10.1089/104454904773819824.
- Conti L; Fantuzzi L; Del Cornò M (2005). „Immunomodulatory effects of the HIV-1 gp120 protein on antigen presenting cells: implications for AIDS pathogenesis.”. Immunobiology. 209 (1-2): 99—115. PMID 15481145. doi:10.1016/j.imbio.2004.02.008.
- Joseph AM, Kumar M, Mitra D (2005). „Nef: "necessary and enforcing factor" in HIV infection.”. Curr. HIV Res. 3 (1): 87—94. PMID 15638726. doi:10.2174/1570162052773013.
- Zhao RY, Elder RT (2005). „Viral infections and cell cycle G2/M regulation.”. Cell Res. 15 (3): 143—9. PMID 15780175. doi:10.1038/sj.cr.7290279.
- Zhao RY, Bukrinsky M, Elder RT (2005). „HIV-1 viral protein R (Vpr) & host cellular responses.”. Indian J. Med. Res. 121 (4): 270—86. PMID 15817944.
- Li L; Li HS; Pauza CD (2006). „Roles of HIV-1 auxiliary proteins in viral pathogenesis and host-pathogen interactions.”. Cell Res. 15 (11-12): 923—34. PMID 16354571. doi:10.1038/sj.cr.7290370.
- King JE, Eugenin EA, Buckner CM, Berman JW (2006). „HIV tat and neurotoxicity.”. Microbes Infect. 8 (5): 1347—57. PMID 16697675. doi:10.1016/j.micinf.2005.11.014.
- Napolitano M; Modi WS; Cevario SJ (1991). „The gene encoding the Act-2 cytokine. Genomic structure, HTLV-I/Tax responsiveness of 5' upstream sequences, and chromosomal localization.”. J. Biol. Chem. 266 (26): 17531—6. PMID 1894635.
- Irving SG; Zipfel PF; Balke J (1990). „Two inflammatory mediator cytokine genes are closely linked and variably amplified on chromosome 17q.”. Nucleic Acids Res. 18 (11): 3261—70. PMC 330932 . PMID 1972563. doi:10.1093/nar/18.11.3261.
- Baixeras E; Roman-Roman S; Jitsukawa S (1991). „Cloning and expression of a lymphocyte activation gene (LAG-1).”. Mol. Immunol. 27 (11): 1091—102. PMID 2247088. doi:10.1016/0161-5890(90)90097-J.
- Lipes MA; Napolitano M; Jeang KT (1989). „Identification, cloning, and characterization of an immune activation gene.”. Proc. Natl. Acad. Sci. U.S.A. 85 (24): 9704—8. PMC 282843 . PMID 2462251. doi:10.1073/pnas.85.24.9704.
- Brown KD, Zurawski SM, Mosmann TR, Zurawski G (1989). „A family of small inducible proteins secreted by leukocytes are members of a new superfamily that includes leukocyte and fibroblast-derived inflammatory agents, growth factors, and indicators of various activation processes.”. J. Immunol. 142 (2): 679—87. PMID 2521353.
- Zipfel PF; Balke J; Irving SG (1989). „Mitogenic activation of human T cells induces two closely related genes which share structural similarities with a new family of secreted factors.”. J. Immunol. 142 (5): 1582—90. PMID 2521882.
- Chang HC, Reinherz EL (1989). „Isolation and characterization of a cDNA encoding a putative cytokine which is induced by stimulation via the CD2 structure on human T lymphocytes.”. Eur. J. Immunol. 19 (6): 1045—51. PMID 2568930. doi:10.1002/eji.1830190614.
- Miller MD, Hata S, De Waal Malefyt R, Krangel MS (1989). „A novel polypeptide secreted by activated human T lymphocytes.”. J. Immunol. 143 (9): 2907—16. PMID 2809212.
- Adams MD; Kerlavage AR; Fleischmann RD (1995). „Initial assessment of human gene diversity and expression patterns based upon 83 million nucleotides of cDNA sequence.”. Nature. 377 (6547 Suppl): 3—174. PMID 7566098.
- Post TW; Bozic CR; Rothenberg ME (1995). „Molecular characterization of two murine eosinophil beta chemokine receptors.”. J. Immunol. 155 (11): 5299—305. PMID 7594543.
- Combadiere C, Ahuja SK, Murphy PM (1995). „Cloning and functional expression of a human eosinophil CC chemokine receptor.”. J. Biol. Chem. 270 (28): 16491—4. PMID 7622448. doi:10.1074/jbc.270.28.16491.
- Paolini JF; Willard D; Consler T (1994). „The chemokines IL-8, monocyte chemoattractant protein-1, and I-309 are monomers at physiologically relevant concentrations.”. J. Immunol. 153 (6): 2704—17. PMID 8077676.